# Lozica
Lozica (1953 és 1971 között Loznica) falu Horvátországban, Dubrovnik-Neretva megyében. Közigazgatásilag Dubrovnik községhez tartozik.

## Fekvése
A Dubrovnik városától légvonalban 3, közúton 5 km-re északnyugatra a Dubrovniki tengermelléken, a Rijeka Dubrovačka torkolatánál, Mokošicától nyugatra fekszik. Itt vezet át az Adria-parti főút a Rijeka Dubrovačkán, melyen a Franjo Tuđman-híd ível át.

## Története
A régészeti lelőhelyek tanúsága szerint területe már az ókorban lakott volt. Az itt élt első ismert nép az illírek voltak, akik az i. e. 2. évezredtől fogva éltek itt magaslatokon épített erődített településeken és kövekből rakott halomsírokba temetkeztek. Lozica területén is található három ilyen halomsír. Az illírek i. e. 35-ig uralták a térséget, amikor Octavianus hadai végső győzelmet arattak felettük. A Nyugatrómai Birodalom bukása után 493-tól a keleti gótok uralták a területet. 535-ben Dalmáciával együtt a Bizánci Császárság uralma alá került. A horvátok ősei a 7. században érkeztek Dalmáciába és csakhamar megalapították első településeiket. Ezek elsőként a termékeny mező melletti, ivóvízzel rendelkező helyeken alakultak ki. Lozica területe a 10. században a Raguzai Köztársaság része lett.
A Raguzai Köztársaság bukása után 1806-ban Dalmáciával együtt ez a térség is a köztársaságot legyőző franciák uralma alá került, de Napóleon bukása után 1815-ben a berlini kongresszus Dalmáciával együtt a Habsburgoknak ítélte. A településnek 1880-ban 15, 1910-ben 16 lakosa volt. 1918-ban az új szerb-horvát-szlovén állam, majd később Jugoszlávia része lett. A mai Lozica tulajdonképpen csak az 1970-es években a turizmus fellendülésével jött létre és azóta is folyamatosan épül. A délszláv háború során 1991. október 1-jén kezdődött a jugoszláv hadsereg (JNA) támadása a Dubrovniki tengermellék ellen. Októberben súlyos harcok a birtoklásáért, míg végül elfoglalták a szerb csapatok. Az elfoglalt települést a szerb erők kifosztották és felégették. 1992. májusáig lényegében lakatlan volt. A felszabadító harcok 1992 áprilisában és májusában tartottak. A háború után rögtön elkezdődött az újjáépítés. A településnek 2011-ben már 146 lakosa volt, akik főként a turizmussal foglalkoztak.

## Népesség
| Lakosság változása | Lakosság változása | Lakosság változása | Lakosság változása | Lakosság változása | Lakosság változása | Lakosság változása | Lakosság változása | Lakosság változása | Lakosság változása | Lakosság változása | Lakosság változása | Lakosság változása | Lakosság változása | Lakosság változása | Lakosság változása |
| ------------------ | ------------------ | ------------------ | ------------------ | ------------------ | ------------------ | ------------------ | ------------------ | ------------------ | ------------------ | ------------------ | ------------------ | ------------------ | ------------------ | ------------------ | ------------------ |
| 1857               | 1869               | 1880               | 1890               | 1900               | 1910               | 1921               | 1931               | 1948               | 1953               | 1961               | 1971               | 1981               | 1991               | 2001               | 2011               |
| 0                  | 0                  | 15                 | 3                  | 11                 | 16                 | 0                  | 0                  | 26                 | 31                 | 34                 | 43                 | 0                  | 0                  | 115                | 146                |

(1857-ben, 1869-ben, 1921-ben és 1931-ben, 1981-ben és 1991-ben lakosságát Zatonhoz számították.)

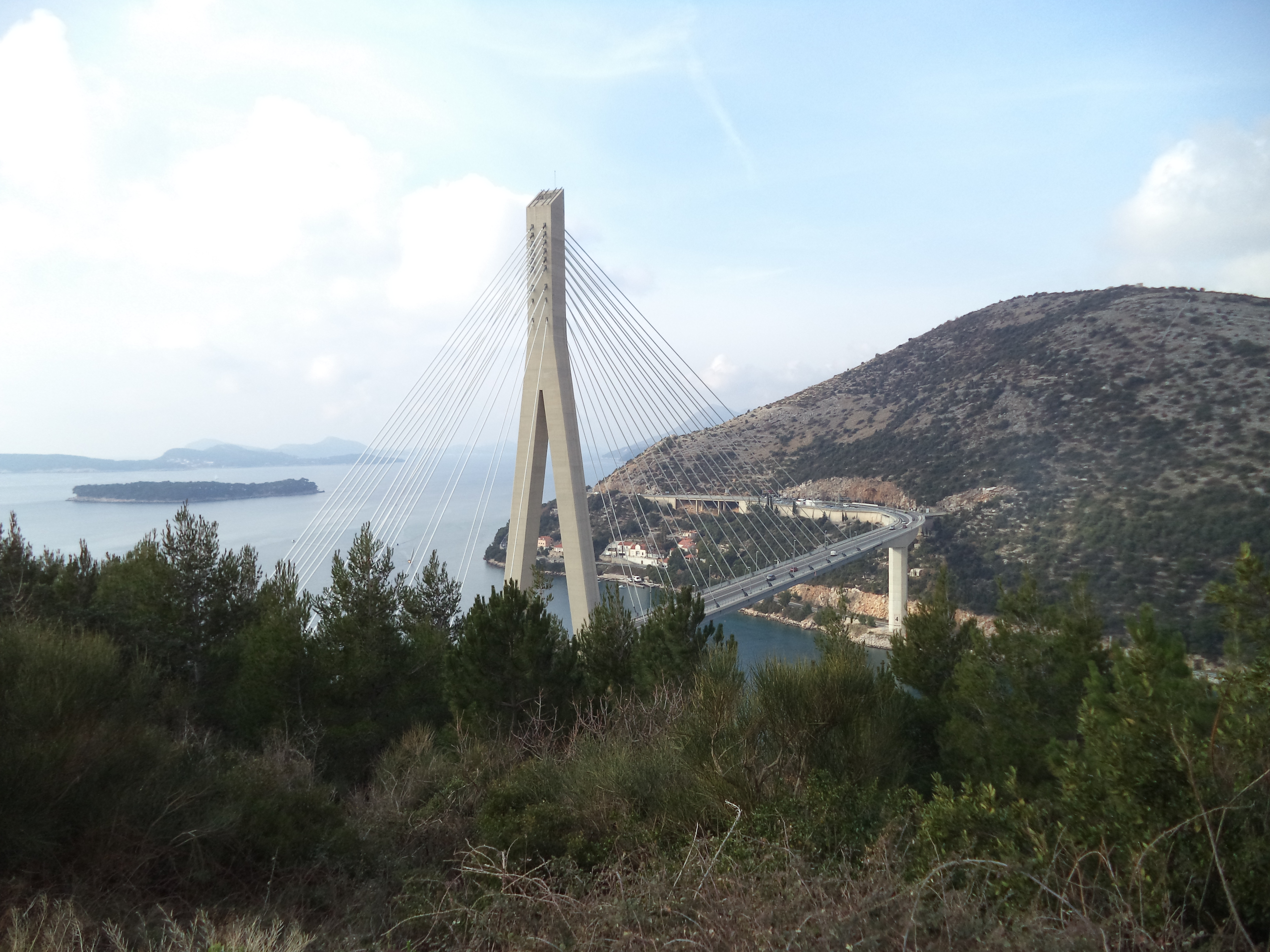
A Franjo Tuđman-híd túloldalán Lozica házaival.

## Nevezetességei
- A Franjo Tuđman-híd építése 1989-ben kezdődött, a délszláv háború idején az építés szünetelt. 1998-ban folytatódott és 2002 májusában fejeződött be, amikor átadták a forgalomnak. A független Horvátország első elnökéről nevezték el. Hosszúsága 518 méter, a viadukt magassága 66 méter, a híd magassága 50 méter.
- Az Angyali Üdvözlet tiszteletére szentelt temploma[4] a településtől különálló, egyhajós, nyugat-keleti tájolású épület, mely régiségét jelzi. A homlokzat alsó része a terepalakzatokat követi, mely egyenetlenség a templom belsejében is megjelenik. A szabályosan faragott kövekből épített templomot nyeregtető fedi. Homlokzatának tengelyében látható a kőkeretes ajtó, felette az oromzat közepén egy kereszt nyílással rendelkező ablakkal. Az oromzat tetején a harangdúcnak már csak az alsó része maradt meg.
- Szent Illés kápolna romjai.
- Halomsírok a település határában.
- A településen számos világhírű, főként horvát származású személyiség rendelkezik saját nyaralóval.

## Gazdaság
A délszláv háború előtt Lozica nyaralóhelyként működött, de a háborúban teljesen lerombolták és mindent újjá kellett építeni. A helyiek ma a turizmusból élnek.